# Heini Hartikainen
Heini Hartikainen (* 23. Mai 1985) ist eine ehemalige finnische Triathletin. Sie ist Staatsmeisterin auf der Duathlon-Sprintdistanz (2019).

## Werdegang
2017 wurde Heini Hartikainen bei den Frauen Europameisterin auf der Triathlon-Mitteldistanz in der Altersklasse 30–34. Sie startet seit 2018 als Triathlon-Profi und im Juli 2018 wurde sie Zwölfte bei der ITU-Weltmeisterschaft auf der Triathlon-Langdistanz.
Hartikainen wurde im Mai 2019 finnische Meisterin auf der Duathlon-Sprintdistanz. Im Juli wurde sie Dritte in Klagenfurt beim Ironman Austria (3,86 km Schwimmen, 180,2 km Radfahren und 42,195 km Laufen).
Im September 2021 wurde sie Dritte in Roth bei den ETU Challenge Long Distance Triathlon European Championships.
Im Juni 2022 wurde sie Vierte bei den Ironman European Championships in Hamburg. Im Juli belegte sie im Ironman Switzerland den dritten Platz.
2023 wurde die 38-Jährige im September Zweite im Ironman Wales. Seit 2024 tritt sie nicht mehr international in Erscheinung.
Heini Hartikainen lebt in Helsinki.

## Sportliche Erfolge
| Datum/Jahr    | Rang | Wettbewerb                                           | Austragungsort | Zeit     | Bemerkung                          |
| ------------- | ---- | ---------------------------------------------------- | -------------- | -------- | ---------------------------------- |
| 30. Juli 2023 | 3    | FIN Middle Distance Triathlon National Championships | Turku          | 04:14:40 | hinter Minttu Hukka                |
| 1. Aug. 2021  | 2    | FIN Middle Distance Triathlon National Championships | Turku          | 04:13:22 | hinter Tiina Pohjalainen           |
| 26. Mai 2019  | 7    | Ironman 70.3 Austria                                 | St. Pölten     |          |                                    |
| 2. Sep. 2018  | 22   | Ironman 70.3 World Championships                     | Port Elizabeth | 04:33:43 |                                    |
| 27. Mai 2018  | 6    | Ironman 70.3 Austria                                 | St. Pölten     |          |                                    |
| 2. Juli 2017  | 2    | Ironman 70.3 Norway                                  | Haugesund      | 04:37:30 |                                    |
| 21. Mai 2017  | DNF  | Ironman 70.3 Austria                                 | St. Pölten     | –        | Rennabbruch nach Sturz mit dem Rad |

| Datum/Jahr    | Rang | Wettbewerb                                                   | Austragungsort  | Zeit     | Bemerkung                                                       |
| ------------- | ---- | ------------------------------------------------------------ | --------------- | -------- | --------------------------------------------------------------- |
| 14. Juli 2024 | 10   | Ironman Vitoria-Gasteiz                                      | Vitoria-Gasteiz | 09:02:13 | hinter der Britin Katrina Matthews                              |
| 3. Sep. 2023  | 2    | Ironman Wales                                                | Tenby           | 10:15:22 | hinter der Britin Nikki Bartlett                                |
| 5. Sep. 2021  | 3    | ETU Challenge Long Distance Triathlon European Championships | Roth            | 08:43:04 | bei der Challenge Roth                                          |
| 14. Aug. 2021 | 2    | FIN Long Distance Triathlon National Championships           | Tahko           | 09:17:23 | hinter Tiina Pohjalainen                                        |
| 7. Juli 2019  | 3    | Ironman Austria                                              | Klagenfurt      | 09:44:48 | Dritte hinter Daniela Ryf und der Österreicherin Bianca Steurer |
| 4. Aug. 2018  | 2    | Norseman Xtreme Triathlon                                    | Eidfjord        | 11:22:10 | Zweite auf der Langdistanz                                      |
| 14. Juli 2018 | 12   | ITU Long Distance Triathlon World Championships              | Fyn             | 06:25:09 | Weltmeisterschaft auf der Triathlon-Langdistanz                 |

| Datum/Jahr   | Rang | Wettbewerb                                 | Austragungsort | Zeit     | Bemerkung           |
| ------------ | ---- | ------------------------------------------ | -------------- | -------- | ------------------- |
| 11. Mai 2019 | 1    | FIN Sprint Duathlon National Championships | Tikkakoski     | 01:04:27 | Finnische Meisterin |

(DNF – Did Not Finish)